# Leucochrysa camposi
Leucochrysa camposi är en insektsart som först beskrevs av Luisa Eugenia Navas 1933.  Leucochrysa camposi ingår i släktet Leucochrysa och familjen guldögonsländor. Inga underarter finns listade i Catalogue of Life.